# 化け狸

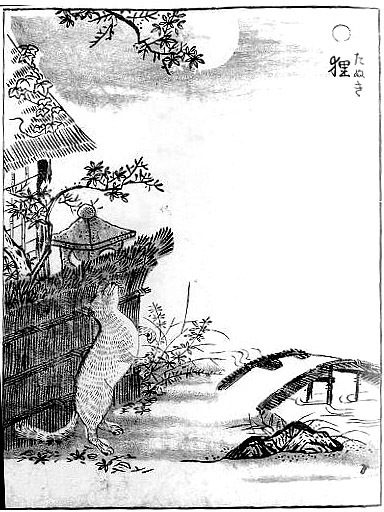
鳥山石燕『画図百鬼夜行』より「狸」

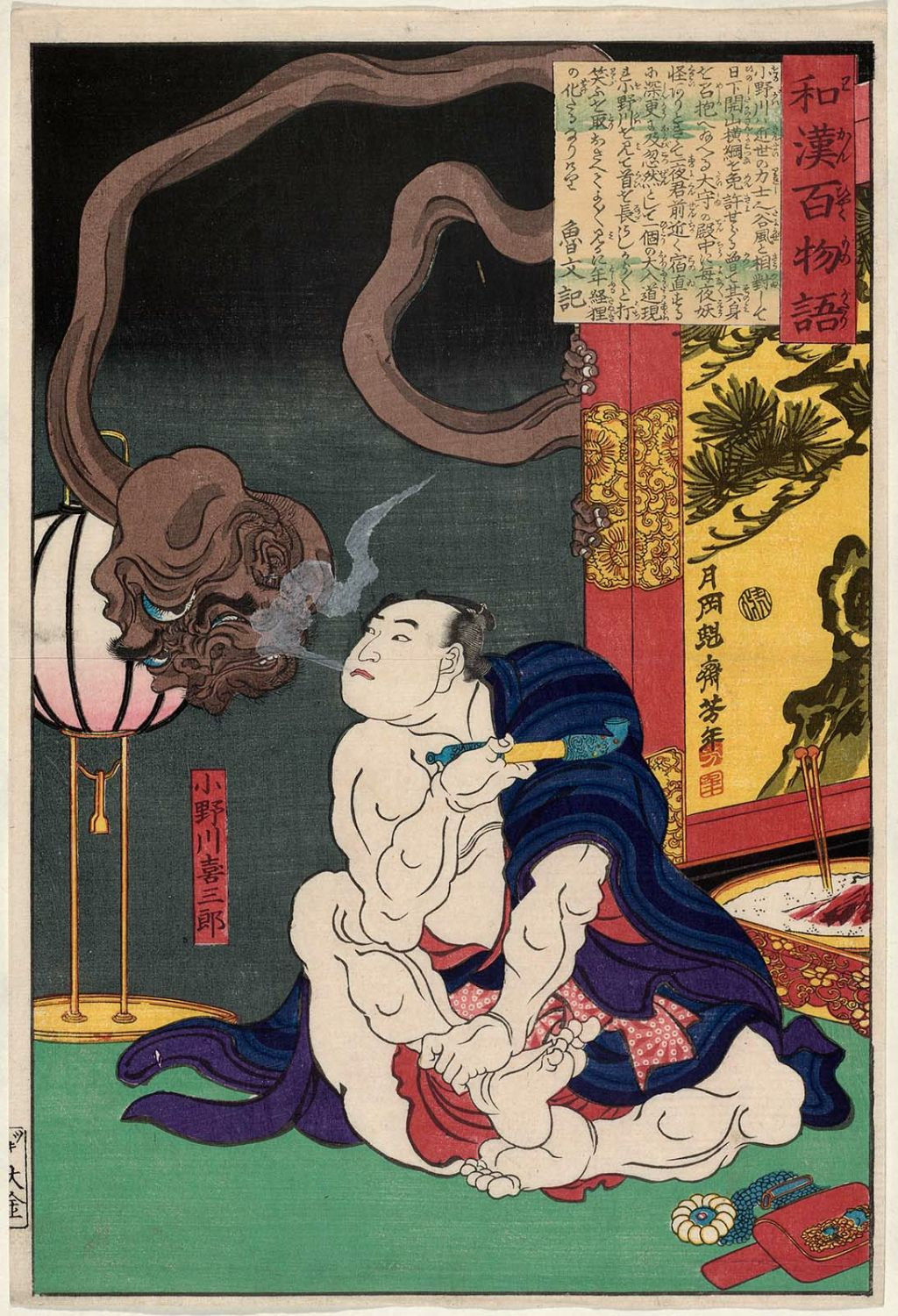
月岡芳年『和漢百物語 小野川喜三郎』　大入道に化けた年を経た狸に煙草のけむりを吹きかける力士・小野川喜三郎を描いている（小野川は有馬の化け猫騒動で知られており、当時演じられていた異なったかたちの講釈が題材になっていると考えられる）。

化け狸（ばけだぬき）は、日本に伝わる狸の妖怪である。人間をたぶらかしたり、人間の姿に化けたりすると考えられている。妖狸（ようり）や古狸（こり、ふるだぬき）、怪狸（かいり）などとも称される。

## 概要
野山に棲息している狸（たぬき）たちが人間を化かしたり不思議な行動を起こしたりすることは、史料・物語または昔話・世間話・伝説に見られ、文献にも古くから変化（へんげ）をする能力をもつ怪しい動物・妖怪の正体であると捉えられていた一面が記されている。広く認識されている最古の例としては、奈良時代に編まれた『日本書紀』（推古天皇35年）に「春二月、陸奥有狢。化人以歌。」（春2月、陸奥国に狢あり。人となりて歌をうたう）という記述があり、次いで『日本霊異記』、『宇治拾遺物語』、『古今著聞集』など平安時代から鎌倉時代にかけての説話にも「狸」という漢字で示された獣が話に登場している。
江戸時代以降は、たぬき、むじな、まみ等の呼ばれ方が主にみられるが、狐と同様に全国各地で、他のものに化ける、人を化かす、人に憑くなどの能力を持つものとしての話が残されている。狢（むじな、化け狢）、猯（まみ）との区別は厳密にはついておらず、これはもともとのタヌキ・ムジナ・マミの呼称が土地によってまちまちであること・同じ動物に異なったり同一だったりする名前が用いられてたことも由来すると考えられている。関西ではまめだ（豆狸・猯）、東北地方ではくさい、くさえ（くさいなぎ）などの呼ばれ方もあるが、いずれも動物としての呼称と共通したものである。文章表現としては漢語を用いた妖狸（ようり）や怪狸（かいり）、古狸（こり）などの熟語も存在する。
人間を化かすほか、化け狸の大きな特徴にはふくらませた腹部を叩いて腹つづみを鳴らす（狸囃子）、巨大な陰嚢を用いて人間を襲ったりする、などが挙げられ、いずれも江戸時代から狸の特徴として絵画や物語などを中心に確認できる。大きな陰嚢については「狸の金玉八畳敷き」という狸全般に関する慣用句から発生したものと考えられている。『本朝食鑑』巻11（1697年）の狸の項目にも「化ける」行動を含めこれらの挙動が記載されており、狸がこのようなことをすると考えられていたことを確認することができる。八畳敷きの陰嚢を畳敷きの座敷や大きな寺院とみせて人を化かそうとするが、そこに煙草の火あるいは針などを落とされて狸が失敗をする話は昔話として日本各地で明治から昭和前期にかけても広く採取されている。
狸が人間を化かす話は京都・大阪・江戸などの都市部や各地の城下町では狐による話と同様に親しまれた。沖縄県や島嶼部（南西諸島、伊豆諸島）を除くほぼ日本全国各地に昔話や伝説が存在するが、佐渡島（新潟県）や淡路島（兵庫県）、四国には狢・狸に関する伝説が近世から特に数多く記録され、残されている。

## 他の変化との関係
化ける動物の代表格として並び称されているものに狐（妖狐）がある。「狐七化け狸八化け」ということわざでは狐よりも狸のほうが人間を化かす腕が一段上であると俗にいわれている。何をもって基準としているのかは定かではなく、定説ははっきりしていない（狸と狐が入れ替わったりもする）。狐は人を誘惑するために化けるのに対し、狸は人をバカにするために化けるのであり、化けること自体が好きだからという説もある。
「狸」（リ）という漢字は、中国ではヤマネコを中核とするネコのような中型哺乳類の漠然たる総称として用いられていた。日本にはヤマネコに相当する動物がいないため、古代から中世にかけて知識人らによってタヌキ、野良猫、イノシシ、アナグマ、イタチ、ムササビといった動物が文献によってまちまちに「狸」という漢字に当てはめられたと見られている。そのため、『日本霊異記』の話に登場する「狸」という漢字には「ネコ」（『日本霊異記』興福寺本）という訓もある。平安時代（10世紀ころ）の文献『本草和名』や『和名類聚抄』においては狸・狢・猯はそれぞれの訓に分かれ、猫（ねこ、ねこま）とも別項あつかいされているが、『本草色葉集』（1284年）、『壒嚢鈔』（1445年）では依然として「狸」に「ねこ」と訓がつけられている箇所があったりと、漢字そのものが指し示す動物の範囲が曖昧だった歴史がある。

## 信仰
佐渡の団三郎狸、徳島県の金長狸・六右衛門狸、香川県の太三郎狸、愛媛県松山市のお袖狸などのように、特別大きな能力や神通力を持つと考えられた狸は寺社や祠などが造営され、民間からの祭祀や信仰の対象にもなっている。現在確認されるその多くは江戸時代末期から昭和初期にかけて整備されたもので、霊験などが話題となり「流行神」といえるかたちで民間に大きな人気を得たものもある。

## 各地の狸の例
狸（狢や猯とも呼び習わされる）が化ける話は日本各地に伝わっている。全国的には人間に化けた話、寺の僧に化けた話、大入道やのっぺらぼうなどの妖怪に化けた話、狸囃子などといった不思議な音を起こした話、呼び掛けながら人の家の戸を叩いた話、金玉八畳敷の話などが知られる。とりわけ四国などでは狸に関する伝承が多く確認されており、さまざまな話や霊験、妖怪が他の土地以上に狸と結びつけられて語られていた。
江戸時代末期から大正・昭和初期にかけて大きな勢力をもった名のある狸としては、団三郎（新潟県佐渡島）・芝右衛門（兵庫県淡路島）・太三郎（香川県屋島）などをはじめとして、寺社にまつられ信仰の対象ともなっている狸も数多い。ほかには八百八匹の眷属（八百八狸　はっぴゃくやだぬき）を従えていたとされている隠神刑部などが江戸時代末期以後、講談を通じてよく知られていた。
- 文福茶釜（ぶんぶくちゃがま）

狸が化けた茶釜が寺の持ち物となる昔話。群馬県館林市茂林寺の伝説では、狸が守鶴（しゅかく）という僧に化けて七代寺を守り、汲んでも尽きない茶を沸かしたとされている。
- 狸囃子（たぬきばやし）

発生源をはっきりつかむことも確かめることも出来ない不思議な太鼓やお囃子の音。江戸（東京都）では、本所七不思議や番町七不思議のひとつなどにも数え挙げられており、深夜にどこからともなく太鼓の音が聞こえてくるものを「狸囃子」といった。童謡『証城寺の狸囃子』は證誠寺に伝わる伝説を元に作られた。
- 宗固狸（そうこだぬき）

茨城県飯沼弘教寺に墓がある。寺の僧に化けていたが、ある日昼寝をして正体を現した。しかし、長く仕えたというのでその後も給仕をさせていたと伝えられている。
- 袋下げ（ふくろさげ）

長野県北安曇郡大町（現・大町市）。タヌキが高い木に登り、通行人目がけて白い袋をぶら下げたという。
- 竹伐狸（たけきりだぬき）

京都府南桑田郡保津村大年（現・亀岡市）。山の竹藪の中に棲んでおり、竹を切る音を立てて人を化かす古狸。
- 負われ坂（おわれざか）

大阪府南河内郡。夜にある坂を通ると「おわれよか、おわれよか」という声がするので、気丈な男が「負うたろか負うたろか」と言うと、松の株太が乗りかかった。家に帰ってナタで割ろうとすると、古狸が正体を顕わして詫びたという。
- 死霊に化けた狸（しりょうにばけたたぬき）

兵庫県播州。先年死んだ家の隠居の亡霊に化ける。
- 重箱婆（じゅうばこばば）

熊本県玉名郡、宮崎県日向市。古狸が重箱を手に持った老女に化けて現れたという。熊本ではさらに重箱婆が「重箱婆じゃ、ご馳走はいらんかえ」と言いながら、人に石のようなものを担がせるという。
- 赤殿中（あかでんちゅう）

徳島県板野郡堀江村（現・鳴門市）。夜中、タヌキが赤いでんちゅう（袖のない半纏）を着た子どもに化けて背負うことをしつこくねだる。仕方なく背負うといかにも嬉しそうな様子で、その人の肩を叩くという。
- 傘差し狸（かささしたぬき）

徳島県三好郡池田町（現・三好市）。雨の降る夕方など、傘をさした人に化けて通行人を招く。傘を持ち合わせない人がうっかり傘に入れてもらうと、とんでもない所に連れていかれるという。
- 首吊り狸（くびつりたぬき）

徳島県三好郡箸蔵村湯谷（現・三好市）。人を誘い出して首を吊らせるという。
- 小僧狸（こぞうたぬき）

徳島県麻植郡学島村（現・吉野川市）。小僧に化けて夜道を行く人を通せんぼし、怒った相手が突き飛ばしたり刀で斬ったりすると、そのたびに数が倍々に増えて一晩中人を化かすという。
- 坊主狸（ぼうずたぬき）

徳島県美馬郡半田町（現・つるぎ町）。坊主橋という橋を人が通ると、気づかぬ間に坊主頭にしてしまうという。
- 白徳利（しろどっくり）

徳島県鳴門市撫養町小桑島字日向谷。狸が白徳利に化け、人が拾おうとしてもころころ転がって捕まえることができないという。
- 徳利ころがし（とっくりころがし）

徳島県美馬郡岩倉村字田上。徳利に化けて坂道などを転がって行き、人に本物の徳利が転がっていると思わせる。欲深い人などが、拾おうとして追いかけると、谷へ落とされたり、溝へはまらせられたりする。
また、香川県多度津地方には、徳利回し（とっくりまわし）または徳利転がり（とっくりころがり）という怪異が伝わっており、二升徳利を回す様な音を立てて転がってくるといわれる。狸の仕業かは不明だが、実際に徳利が転がるのではなく、音のみの怪異とされる。
- 兎狸（うさぎたぬき）

徳島県。吉野川沿いの高岡という小さな丘で、ウサギに化けてわざとゆっくりと走り、それを見つけた人は格好の獲物と思って追いかけた挙句、高岡を何度も走り回る羽目になったという。
- 打綿狸（うちわただのき）

香川県。普段は綿のかたまりに姿を変えて路傍に転がっているが、人が拾おうとして手を伸ばすと動き出し、天に上ってしまう。
- 軍隊狸（ぐんたいたぬき）

愛媛県や香川県など。人間に化けた狸が兵士として日露戦争などに従軍したというもの。。